# Hydrosfeer

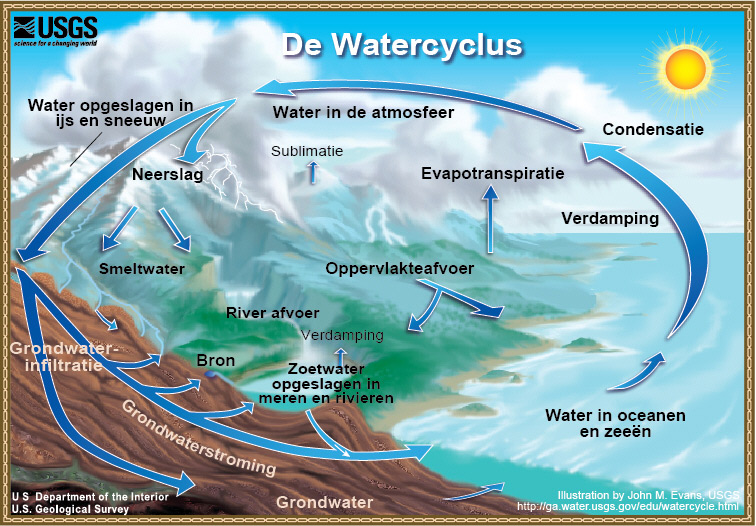
De beweging van water rond, over en door de aarde wordt de watercyclus genoemd, een belangrijk onderdeel van de hydrosfeer.

De hydrosfeer (afgeleid van Oudgrieks: ὕδωρ húdōr, water , en σφαῖρα sphaira, bol) verwijst binnen de vakdiscipline van de fysische geografie naar het geheel van water op, onder en boven het oppervlak van een planeet. Dit oppervlak omvat alle oceanen, zeeën, rivieren, (pak)ijs, sneeuw en grondwater. De hydrosfeer wordt bestudeerd binnen de hydrologie.
Op aarde strekt de hydrosfeer zich uit tot in de hoogste lagen van de atmosfeer waar nog watermoleculen aanwezig zijn, en blijft dus voornamelijk beperkt tot de troposfeer. In de stratosfeer, vanaf ongeveer 15 km hoogte, is er vrijwel geen water meer aanwezig.